# Berlin–Cottbus–Berlin 1952
Berlin–Cottbus–Berlin 1952 war die 34. Austragung des traditionsreichen Rennens von Berlin in den Spreewald nach Cottbus und zurück nach Berlin. Ausgetragen wurde das Rennen am 27. April über 280 Kilometer. Sieger wurde Erich Schulz.

## Rennverlauf
Das Rennen Berlin–Cottbus–Berlin war für die Auswahlfahrer der DDR, die sich für die Teilnahme an der Internationalen Friedensfahrt qualifiziert hatten, ein letzter Test. Start und Ziel lagen in der Frankfurter Allee.
Die Fahrer der Allgemeinen Klasse gingen mit vier Minuten Vorgabe ins Rennen und wurden nach 80 Kilometern eingeholt. Im letzten Renndrittel fuhr Erich Schulz eine Attacke, der lediglich Werner Gräbner folgen konnte. Den Zielsprint gewann Schulz deutlich. Von den Mitfavoriten hatte Erich Zawadski dreimal in der Spitzengruppe Radschaden und fiel noch weit zurück.

## Ergebnis
|     | Fahrer           | Ort                      | Zeit (h)       |
| 01. | Erich Schulz     | BSG Post Berlin          | 5:06:53        |
| 02. | Werner Gräbner   | RV Semper Berlin         | gl. Zeit       |
| 03. | Heinz Jacob      | BSG Rotation Berlin      | + 0:20 Minuten |
| 04. | Horst Siegel     | BSG Dwigatel Wismut      | + 0:28 Minuten |
| 05. | Werner Weber     | BSG Dwigatel Wismut      | + 0:40 Minuten |
| 06. | Lothar Meister I | BSG Rotation Leipzig-Ost | + 0:57 Minuten |
| 0 … |                  |                          |                |